# Ignace Bessi Dogbo
Ignace Bessi Dogbo (Vila de Niangon-Adjamé em Abidjan, 17 de agosto de 1961) é um cardeal marfinense da Igreja Católica, atual arcebispo de Abidjan.

## Biografia

### Formação sacerdotal e ministério
Ignace Bessi Dogbo nasceu em 17 de agosto de 1961 em Niangon-Adjamé, município urbano de Yopougon e arquidiocese de Abidjan (hoje diocese de Yopougon), no sudeste da Costa do Marfim.
Depois de concluir os estudos primários, decidiu seguir a vocação sacerdotal, matriculando-se no seminário. Recebeu a ordenação presbiteral em 2 de agosto de 1987, através da imposição das mãos de Laurent Akran Mandjo, bispo de Yopougon; foi incardinado, pouco antes de completar vinte e seis anos, como presbítero da mesma diocese.
Depois de exercer o ministério pastoral na paróquia durante dois anos, em 1989 mudou-se para Roma, Itália, onde estudou no Pontifício Instituto Bíblico, obtendo a licença em exegese quatro anos depois. Retornando à sua terra natal em 1993, foi durante dois anos diretor diocesano das Pontifícias Obras Missionárias.
Em 1995 foi nomeado vigário-geral da diocese e em 1997 tornou-se pároco da paróquia da Catedral de Santo André de Yopougon; foi também professor de línguas bíblicas no Seminário Maior "São Paulo" de Abadjin Kouté e assistente espiritual diocesano dos "Jeunes Étudiants Chrétiens" (JEC), funções desempenhadas até à sua promoção ao episcopado.

### Ministério episcopal
Em 19 de março de 2004, o Papa João Paulo II nomeou-o, aos quarenta e dois anos, bispo de Katiola; ele sucedeu Marie-Daniel Dadiet, de 51 anos, que foi simultaneamente promovido à Arquidiocese de Korhogo. Recebeu a ordenação episcopal no dia 4 de julho seguinte, na catedral de Santo André de Yopougon, pela imposição das mãos de Laurent Akran Mandjo, bispo de Yopougon e que já o havia ordenado sacerdote, auxiliado por Jean-Marie Kélétigui, bispo emérito de Katiola, e Joseph Yapo Aké, bispo titular de Castello di Tatroporto e auxiliar de Abidjan. Tomou posse da diocese durante cerimônia realizada na Catedral de Santa Joana D'Arc, em Katiola, no dia 10 de julho seguinte.
No dia 31 de março de 2006 deslocou-se ao Vaticano, juntamente com os demais membros do episcopado marfinense, para a visita ad limina apostolorum, com o objetivo de discutir com o pontífice a situação e os problemas relativos à sua diocese.
Em 18 de setembro de 2014, realizou uma segunda visita ad limina.
De 4 a 25 de outubro de 2015 participou como representante eleito do episcopado marfinense na XIV Assembleia Geral Ordinária do Sínodo dos Bispos, realizada na Cidade do Vaticano, com o tema "A vocação e missão da família na Igreja e no mundo contemporâneo".
Em 12 de outubro de 2017, foi nomeado administrador apostólico de Korhogo, após a renúncia por motivos de saúde de Marie-Daniel Dadiet, de 65 anos. No dia 3 de janeiro de 2021, o Papa Francisco promoveu-o, com 59 anos, a arcebispo metropolitano da mesma sé, da qual tomou posse durante uma cerimônia realizada na catedral de São João Baptista em Korhogo. no dia 14 de fevereiro seguinte.
De 21 de maio de 2017 a 4 de junho de 2023 foi presidente da Conferência Episcopal da Costa do Marfim.
Em 20 de maio de 2024, o Papa transferiu-o, aos sessenta e dois anos, para a sede metropolitana de Abidjan; sucedeu ao cardeal Jean-Pierre Kutwa, de setenta e oito anos, que renunciou por ter atingido o limite de idade.
Durante o Angelus de 6 de outubro de 2024, Papa Francisco anunciou que o criaria cardeal no Consistório de 7 de dezembro de 2024. Recebeu o barrete vermelho, o anel cardinalício e o título de cardeal-presbítero de Santos Mário e Companheiros Mártires.